# 伦敦市学校
伦敦市学校（City of London School，简称：CLS、City）是英国倫敦市的一所独立男子全日制學校，位于泰晤士河千禧橋旁。它与伦敦市女子学校和伦敦市自由民学校合作办学，三者均获伦敦市财政支持（City's Cash）。
该学校于1834年根据议会法令成立，历史可以追溯到1442年。最初位于奶街（Milk Street），1879年迁至维多利亚堤岸，1986年迁至维多利亚女王街现址。
它是英国的一所名校，诞生过英国前首相H·H·阿斯奎斯、诺贝尔得主弗雷德里克·霍普金斯和彼得·希格斯等。